# Acanthocobitis botia
 Acanthocobitis botia és una espècie de peix de la família dels balitòrids i de l'ordre dels cipriniformes.

## Morfologia
- Els mascles poden assolir 11 cm de longitud total.[3][4]

## Hàbitat
És un peix d'aigua dolça i de clima tropical (24 °C-26 °C).

## Distribució geogràfica
Es troba a Àsia: des de la conca del riu Indus (el Pakistan) fins a la del riu Mae Khlong (Tailàndia), incloent-hi els rius Ganges, Chindwin, Irrawaddy, Sitang i Salween. També és present a Yunnan (la Xina).